# 伊藤伸
伊藤 伸（いとう しん、1978年 - ）は、デジタル庁参与、構想日本総括ディレクター、元内閣府行政刷新会議事務局参事官。

## 略歴
1978年生まれ。北海道本別町出身。北海道帯広柏葉高等学校、同志社大学法学部卒業。同志社大学在学中より衆議院議員（山井和則）秘書を務め、その後、参議院議員（松井孝治）秘書を経て、2005年より政策シンクタンク構想日本に政策スタッフ。2008年より政策担当ディレクターとなる。2009年10月、内閣府行政刷新会議事務局参事官として入府し、事業仕分けをはじめとした行政改革全般や行政刷新会議事務局のとりまとめ等を担当。2013年2月、内閣府を退職し構想日本に帰任（総括ディレクター）。2013年9月より法政大学非常勤講師（NPO論）を務める。2015年7月よりNPO法人「NPOサポートセンター」理事就任、2017年4月より法政大学大学院非常勤講師を兼務。

## 主な活動（政府）
- 政党主催事業仕分けにおけるコーディネーター（自民党、民主党）
- 政府事業仕分けにおけるコーディネーター（全6回すべて）
- 内閣官房「行政改革推進会議歳出改革WG委員（2015～）
- 外務省「ODAに関する有識者懇談会」座長（2018）

## 主な活動（地方自治体）
- 滋賀県高島市「財政諮問会議」委員（2005～2006）
- 東京都杉並区「市場化提案制度検討委員会」委員（2006～2008）
- 東京都杉並区「杉並民間事業化モニタリング審査委員会」委員（2008～2010）
- 埼玉県富士見市「民と官の連携による公共サービス改革検討委員会」委員（2009～2010）
- 静岡県「士民協働事業仕分け対象事業選定委員会」委員長（2011）、ふじのくに“士民”協働 事業レビュー コーディネーター
- 茨城県那珂市「外部評価委員会」委員長（2014～）
- 香川県三木町「総合戦略策定委員会」（2015）
- 千葉県白井市「行政経営有識者会議」会長（2015～）
- 群馬県太田市「まちづくり基本条例検討委員会」会長（2017）
- 千葉県館山市「行財政改革委員会」会長（2018～）
- 兵庫県川西市「かわにし創生総合戦略推進会議」副会長（2019）
- 京都府与謝野町「行政改革委員会」会長

## 著書
- 伊藤伸著編、『あなたも当たるかもしれない「くじ引き民主主義」の時代へ―「自分ごと化会議」のすすめ』、朝陽会